# Mikael Persbrandt
Mikael Åke Persbrandt  /ˌmiːkaˈɛl ˈoːkɛ ˌpæːʂˈbrant/ Jakobsberg, Järfälla, Estocolmo, Suecia, 25 de septiembre de 1963) es un actor sueco de teatro y cine.

## Carrera
Se formó en el Teatro Real Sueco donde interpretó La muerte de un viajante de Arthur Miller, Don Juan, Rey Lear, La señorita Julia, Esperando a Godot, Julio César y otros clásicos.
Gran parte de su fama procede de su reiterada interpretación del policía Gunvald Larsson en el último reparto de la serie Beck.
Protagonizó el film de Susanne Bier ganador del Premio Óscar a la mejor película extranjera en 2010, Hævnen. 
Su último proyecto de relevancia es el personaje del cambiaformas Beorn en las películas de Peter Jackson basadas en El hobbit. Más recientemente, Ha participado en la serie de Netflix “sex education” dando vida al personaje de Jakob Nyman. 
Es embajador de buena voluntad de la UNICEF desde 2006.

## Filmografía

### Películas
- Rederiet (1992)
- Polismördaren (1994)
- Svensson, Svensson (1994)
- Sommaren (1995)
- Anna Holt (1996)
- 9 millimeter (1997)
- Sista kontraktet (1998)
- Vuxna människor (1998)
- Nu (2002)
- Alla älskar Alice (2002)
- Rånarna (2003)
- Tre solar (2003)
- Dag och natt (2004)
- Medicinmannen (2005)
- Bang Bang Orangutang (2005)
- Som man bäddar (2005)
- Inga tårar (2005)
- Tjocktjuven (2005)
- Ett öga rött (2007)
- Kautokeino-opprøret (2007)
- Solstorm (2007)
- Maria Larssons eviga ögonblick (Everlasting Moments) (2007)
- Die Patin (2007)
- Oskyldigt dömd (2008)
- Himlens Hjärta (2008)
- Hævnen (2010)
- Películas de Martin Beck, 23 largometrajes de 1997 a 2010;
- Någon annanstans i Sverige (2011)
- Hamilton - I nationens intresse (2011)
- Hypnositören (2012)
- Hamilton - Men inte om det gäller din dotter (2012)
- Mig äger ingen (2013)
- El hobbit: la desolación de Smaug (2013)
- The Salvation (2014)
- El hobbit: la batalla de los Cinco Ejércitos (2014)
- Hamilton - I hennes majestäts tjänst (2016)
- Eurovision : The Story of Fire Saga  (2020)